# Vasul fantomă (film din 2002)
Ghost Ship este un film horror americano-australian din 2002, regizat de Steve Beck. Filmul a fost turnat în Queensland, Australia și Vancouver, Canada și a fost produs de Dark Castle Entertainment și Village Roadshow Pictures. În rolurile principale sunt Gabriel Byrne, Julianna Margulies, Ron Eldard, Desmond Harrington, Isaiah Washington și Karl Urban.
Deși are același titlu, filmul nu are nici o legătură cu pelicula omonimă din 1952.

## Distribuție
- Gabriel Byrne în rolul lui Captain Sean Murphy
- Julianna Margulies în rolul lui Maureen Epps
- Ron Eldard în rolul lui Dodge
- Desmond Harrington în rolul lui Jack Ferriman
- Isaiah Washington în rolul lui Greer
- Karl Urban în rolul lui Munder
- Alex Dimitriades în rolul lui Santos
- Emily Browning în rolul lui Katie Harwood
- Francesca Rettondini în rolul lui Francesca

## Coloana sonoră
Coloana sonoră, incluzând muzică originală compusă de John Frizzell, a fost lansată de casa de discuri Varèse Sarabande pe 5 noiembrie 2002.

## Vezi și
- Listă de filme de groază din 2002
- Listă de filme cu fantome